# Прощай, Бафана
«Прощай, Бафана» (англ. Goodbye Bafana) — биографическая драма 2007 года, снятая режиссёром Билле Аугустом на основе одноимённой книги Джеймса Грегори, цензора и тюремного надзирателя Нельсона Манделы. Слово «бафана» относится к чернокожему другу детства Грегори и в переводе с коса означает — «мальчик».
Премьера фильма состоялась 11 февраля 2007 года на Берлинском кинофестивале.

## Сюжет
Джеймс Грегори (Джозеф Файнс) вырос на ферме в Транскее в окружении черных сверстников и с детства прекрасно говорил на языке коса. Став охранником в тюрьме на Роббенэйланде, он пользовался своими знаниями для слежки за молодым революционером Нельсоном Манделой (Деннис Хэйсберт) и другими темнокожими заключенными, не подозревавшими, что кто-то понимает их речь. Если верить самому Грегори, за время службы с 1968 по 1990 год он прошёл путь от ярого сторонника апартеида до борца за свободу коренного населения Африки.

## В ролях
| Актёр             | Роль                 |
| ----------------- | -------------------- |
| Джозеф Файнс      | Джеймс Грегори       |
| Деннис Хэйсберт   | Нельсон Мандела      |
| Диана Крюгер      | Глория Грегори       |
| Патрик Листер     | Майор Питер Джордаан |
| Норман Энсти      | Джимми Крюгер        |
| Шайло Хендерсон   | Брент Грегори        |
| Тайрон Кеог       | Брент Грегори        |
| Меган Смит        | Наташа Грегори       |
| Джессика Мануэл   | Наташа Грегори       |
| Фэт Ндуквана      | Винни Мандела        |
| Терри Фето        | Зиндзи Мандела       |
| Лесли Монгези     | Уолтер Сисулу        |
| Зингизиле Мтузула | Рэймонд Мхлаба       |
| Мехбуб Бава       | Ахмед Катрада        |
| Шэйкс Миеко       | Эндрю Млангени       |
| Сизве Мсуту       | Сирил Рамафоса       |

## Саундтрек
Официальный саундтрек «Goodbye Bafana Original Motion Picture Soundtrack» из 16 композиций композитора Дарио Марианелли вышел 31 декабря 2006 года:
| №                   | Название              | Длительность |
| ------------------- | --------------------- | ------------ |
| 1.                  | «The Harbour»         | 3:47         |
| 2.                  | «Prisoners»           | 1:28         |
| 3.                  | «Journey To the Cape» | 1:10         |
| 4.                  | «A Father's Grief»    | 2:54         |
| 5.                  | «Stick Fight»         | 2:44         |
| 6.                  | «Forbidden»           | 2:48         |
| 7.                  | «Chocolate»           | 2:19         |
| 8.                  | «The Offer»           | 1:36         |
| 9.                  | «The Wrong Side»      | 1:12         |
| 10.                 | «Still In Prison»     | 1:30         |
| 11.                 | «Threats»             | 1:14         |
| 12.                 | «Lieutenant Gregory»  | 2:45         |
| 13.                 | «The Strongest Ox»    | 3:24         |
| 14.                 | «Letter From Mandela» | 1:49         |
| 15.                 | «A New South Africa»  | 2:12         |
| 16.                 | «Manqoba»             | 5:02         |
| Общая длительность: | Общая длительность:   | 37:54        |

## Критика
С момента публикации книги «Goodbye Bafana: Nelson Mandela, My Prisoner, My Friend» («Прощай, Бафана: Нельсон Мандела, мой заключённый, мой друг»), причём после конца апартеида, Джеймс Грегори обвинялся в приукрашивании фактов и завышении своей дружбы с Манделой. Как отмечается в BBC, «это может объяснить, почему версия этой истории на большом экране чувствует себя так странно однобокой».
В «The Guardian» говорится, что фильм противоречит всем известным фактам об этом периоде в жизни Манделы. В частности, его друг и официальный биограф, Энтони Сэмпсон, отметил, что Мандела говорил, что в воспоминаниях Грегори имеются «галлюцинации». В фильме, Грегори в тюрьме Полсмур умоляет Манделу вести переговоры с режимом белого меньшинства: «Вы можете остановить это! Вы можете положить конец насилию! Скажи своим людям в Лусаке прекратить вооруженную борьбу!» Однако в книге этого нет, и кроме того, в Полсмуре большую часть времени Грегори обрабатывал счета лечения Манделы. Сам Мандела в книге «Долгий путь к свободе» говорил, что «в те годы, что он заботился обо мне от Полсмур до Виктор-Верстер (другая тюрьма), мы никогда не обсуждали политику». В своей книге «Мандела: Официальная биография», Сэмпсон обвинил Грегори во лжи и нарушении неприкосновенности частной жизни Манделы. В частности, Грегори редко говорил с Манделой, но цензурировал письма, отправленные для заключенного и использовал эту информацию для установления тесных отношений с ним.
Сам режиссёр Билле Аугуст, не затрагивая вопросов о достоверности фильма, отмечал, что «это история, которую необходимо было рассказать. Она доказывает, как важно найти примирение, особенно в сегодняшнем мире, в котором больше конфликтов, чем когда бы то ни было. Примирение — единственный способ выжить». В свою очередь, актёр Джозеф Файнс сказал, что «терпимость и понимание — единственный путь, по которому может сегодня развиваться мир. Я не думаю, что этот идеал уже достигнут и что он вообще достижим как некий абсолют, но борьба за него будет продолжаться. Предстоит сложный и долгий путь, и я надеюсь: наш фильм — шаг в этом направлении».